# 1648
Évszázadok: 16. század – 17. század – 18. század
Évtizedek: 1590-es évek – 1600-as évek – 1610-es évek – 1620-as évek – 1630-as évek – 1640-es évek – 1650-es évek – 1660-as évek – 1670-es évek – 1680-as évek – 1690-es évek
Évek: 1643 – 1644 – 1645 – 1646 –  1647 – 1648 – 1649 – 1650 – 1651 – 1652 – 1653

## Események

### Határozott dátumú események
- április 18. – Szelepcsényi György veszprémi püspököt áthelyezik a nyitrai püspöki székbe.
- május 7. – A Żółte Wody-i csatában a Bohdan Hmelnickij vezette zaporozsjei kozákok megsemmisítették a lengyel seregeket.
- május 13. – A párizsi parlament összehívja a többi törvényszék képviselőit, hogy reformtervet dolgozzanak ki az állami visszaélések ellen.[1] (Lásd Fronde#A „parlamenti Fronde”.)
- május 15. – A münsteri békeszerződés megkötésével lezárul a nyolcvanéves háború.
- október 24. – A vesztfáliai békével lezárul a harmincéves háború – Svájc és Hollandia függetlenségének elismerése.[2]
- augusztus 8. – Az ulemák (vallási elöljárók) támogatását élvező janicsárok felkelése megbuktatja Ibrahim szultánt.[3]
- augusztus 18. – Isztambulban kivégzik a megbuktatott Ibrahim szultánt.[3]
- szeptember 14. – Nemzeti zsinat Nagyszombatban.
- október 11. – Apja, I. Rákóczi György halálával II. Rákóczi György lesz Erdély fejedelme.[4]
- november 20. – X. Ince pápa kiadja Zelo domus Dei kezdetű bulláját, amelyben a vesztfáliai békét „jogilag nulla értékűnek, semmisnek, erőtlennek és érvénytelennek” nyilvánítja.[5]

### Határozatlan dátumú események
- április – A Parlament rendeletére a St. James-palotában fogva tartott Jakab, yorki herceg Németalföldre szökik.[6]
- az év folyamán – Szijávus korábbi kapudán pasa lesz a budai pasa.[7]

## Születések
- július 2. – Arp Schnitger német orgonaépítő mester († 1719)
- augusztus 9. – Johann Michael Bach, német zeneszerző († 1694)

## Halálozások
- szeptember 1. – Marin Mersenne, francia szerzetes, matematikus, fizikus (* 1588)
- október 11. – I. Rákóczi György erdélyi fejedelem[8] (* 1593)
- augusztus 18. – Ibrahim,[9] az Oszmán Birodalom 19. szultánja (* 1615)